# Jules Simiand Brocherie
Jules Simiand Brocherie, né le 1er décembre 2002, est un entrepreneur français.

## Biographie

### Enfance
Jules Simiand Brocherie naît le 1er décembre 2002.

### Éducation
Il étudie au lycée Notre-Dame-de-Sainte-Croix, où il effectue un cursus ES. Puis il passe brièvement par les rangs de l'IE University en Espagne avant de tout quitter un an plus tard pour se vouer au développement de ExtraStudent[réf. souhaitée]. 

### Carrière

#### ExtraStudent
Pendant la période de Covid-19, il lance à 17 ans une plateforme d'entraide scolaire entre élèves initialement appelée Élèves Solidaires.
En mai 2023, son application rebaptisée ExtraStudent passe la barre des 100 000 utilisateurs et lève 1.5 million d'euros auprès de plusieurs grands patrons, dont l’ex-ministre Benjamin Griveaux,, Michael Benabou (cofondateur de Veepee), le Groupe M6, Adrien Montfort (cofondateur de Sorare).
En 2024, ExtraStudent annonce un accord de partenariat avec Sciences Po,.

## Distinctions
- 2021 : Prix du civisme pour la jeunesse (par le comité 92 de l'Ordre National du Mérite, avec les félicitations du Président de la République)[12]
- 2022 : Forbes 30 Under 30 (France)[13],[14]